# Cissus quadrangularis
Cissus quadrangularis L. – gatunek rośliny z rodziny winoroślowatych (Vitaceae). W odróżnieniu od większości innych cissusów jest gatunkiem sucholubnym. Zasięg gatunku obejmuje tropikalną i wschodnią Afrykę oraz południową Azję od Półwyspu Arabskiego, poprzez Półwysep Indyjski, po Półwysep Indochiński i Filipiny. Roślina jest poza tym rozpowszechniona w uprawie. 

## Morfologia
PokrójRośliny o budowie płożących się sukulentów.
ŁodygaZielne zgrubiałe pędy są zmodyfikowane  w magazynujące wodę zgrubiałe segmenty o długości 8–10 cm i szerokości 1,2–1,5 cm. W przekroju mają czworokątny kształt, stąd nazwa łacińska gatunku. Łodyga na kantach jest oskrzydlona, a węzły są zwężone. Na międzywęźlach wyrastają z rzadka pojedyncze, nierozgałęzione wąsy czepne oraz liście. Starsze pędy są niemal bezlistne i funkcję asymilacyjną pełnią same pędy.
LiścieJasnozielone, są zrzucane w niesprzyjających warunkach podczas pory gorącej. Nagi ogonek ma od 6 do 12 mm długości. Niepodzielona blaszka liściowa jest jajowata, całobrzega lub sercowata, ząbkowana, 3-klapowa. Liście są cienkie i nagie po obu stronach, osiągają od 3 do 5 cm długości i szerokości. Przylistki są jajowate lub klinowate.
KwiatyNiepozorne, zebrane w niewielkie baldachokształtne kwiatostany na szypułach długości od 1 do 2,5 cm długości. Pojedyncze kwiaty mają ok. 2 mm długości. Cztery płatki korony mają barwę białą lub różową. Są owalne, na szczycie kapturkowato wygięte. Zalążnia naga z szydłowato wyciągniętym słupkiem zakończonym drobnym znamieniem.
OwoceJednonasienne, czerwone i bardzo kwaśne jagody o średnicy 6–10 mm.

## Zastosowanie
Cissus quadrangularis był od wieków wykorzystywany w tradycyjnej medycynie indyjskiej. Obecnie jest stosowany w preparatach wzmacniających kości np. u osób chorych na osteoporozę lub po przebytych kontuzjach. Stosuje się go także w leczeniu wielu innych schorzeń, m.in. przeciw astmie, hemoroidom czy malarii. Jest również ważnym składnikiem licznych środków odchudzających oraz preparatów wspomagających przyrost masy mięśniowej – jako alternatywa dla sterydów anabolicznych. Grube pędy bywają gotowane i spożywane.